# Plantegumia
Plantegumia és un gènere d'arnes de la família Crambidae.

## Taxonomia
- Plantegumia flavaginalis
- Plantegumia leptidalis (Hampson, 1913)
- Plantegumia venezuelensis Amsel, 1956